# Petit lac des Cèdres
Petit lac des Cèdres är en sjö i Kanada.   Den ligger i regionen Outaouais och provinsen Québec, i den sydöstra delen av landet, 100 km norr om huvudstaden Ottawa. Petit lac des Cèdres ligger 172 meter över havet. Arean är 3,2 kvadratkilometer. Den ligger vid sjön Grand lac des Cèdres. Den sträcker sig 4,4 kilometer i nord-sydlig riktning, och 2,9 kilometer i öst-västlig riktning.
I omgivningarna runt Petit lac des Cèdres växer i huvudsak blandskog. Runt Petit lac des Cèdres är det glesbefolkat, med 8 invånare per kvadratkilometer.